# کبومن
کبومن (اندونزیایی: Kebumen) شهری در استان جاوه مرکزی کشور اندونزی است. جمعیت این شهر بر اساس سرشماری سال ۱۹۹۰ میلادی، ۷۶٫۷۴۲ نفر و بر اساس سرشماری سال ۲۰۰۰ میلادی، ۱۱۸٫۵۳۸ بوده که در سال ۲۰۰۷ میلادی به ۱۵۶٫۳۰۳ نفر افزایش یافته‌است.